# Fidel Barajas
Fidel Junior Barajas Juárez (Sacramento, 5 aprile 2006) è un calciatore messicano con cittadinanza statunitense, attaccante dell'Atlético San Luis in prestito dal Guadalajara.

## Carriera

### Club
Ha iniziato a giocare nei settori giovanili di Sacramento Republic e S.J. Earthquakes. Nel 2022 è stato acquistato dal Charleston Battery, con cui ha debuttato a livello professionistico il 2 ottobre nell'incontro di USL Championship perso 6-3 contro l'Hartford Athletic. Promosso stabilmente in prima squadra la stagione successiva, ha segnato il suo primo gol il 26 marzo contro il Tampa Bay Rowdies e l'11 ottobre è stato inserito dal quotidiano britannico The Guardian nella lista dei migliori calciatori nati nel 2006.
L'11 gennaio 2024 è stato acqusitato dal Real Salt Lake ed il 22 marzo ha debuttato in MLS nell'incontro perso 2-0 contro l'Inter Miami, mente il primo gol è arrivato il 9 maggio in Lamar Hunt U.S. Open Cup contro il New Mexico Utd.
Il 2 luglio 2024 è passato a titolo definitivo al Guadalajara. Utilizzato con poca frequenza, il 26 febbraio 2025 ha fatto ritorno in MLS in prestito al D.C. United.

### Nazionale
Nel 2022 ha giocato con la nazionale statunitense Under-17, prima di scegliere di optare per quella messicana, con cui ha vinto il campionato nordamericano ed ha partecipato al campionato mondiale di categoria.

## Statistiche

### Presenze e reti nei club
Statistiche aggiornate al 29 marzo 2025.
| Stagione                  | Squadra                   | Campionato                | Campionato | Campionato | Coppe nazionali | Coppe nazionali | Coppe nazionali | Coppe continentali | Coppe continentali | Coppe continentali | Altre coppe | Altre coppe | Altre coppe | Totale | Totale | Totale |
| Stagione                  | Squadra                   | Comp                      | Pres       | Reti       | Comp            | Pres            | Reti            | Comp               | Pres               | Reti               | Comp        | Pres        | Reti        | Pres   | Reti   |        |
| ------------------------- | ------------------------- | ------------------------- | ---------- | ---------- | --------------- | --------------- | --------------- | ------------------ | ------------------ | ------------------ | ----------- | ----------- | ----------- | ------ | ------ | ------ |
| 2022                      | Charleston Battery        | USL                       | 3          | 0          | USCup           | 0               | 0               | -                  | -                  | -                  | -           | -           | -           | 3      | 0      |        |
| 2023                      | Charleston Battery        | USL                       | 32         | 5          | USCup           | 2               | 0               | -                  | -                  | -                  | -           | -           | -           | 34     | 5      |        |
| Totale Charleston Battery | Totale Charleston Battery | Totale Charleston Battery | 35         | 5          |                 | 2               | 0               |                    | -                  | -                  |             | -           | -           | 37     | 5      |        |
| 2024                      | Real Monarchs             | MNP                       | 1          | 1          | -               | -               | -               | -                  | -                  | -                  | -           | -           | -           | 1      | 1      |        |
| 2024                      | Real Salt Lake            | MLS                       | 17         | 0          | USCup           | 1               | 1               | -                  | -                  | -                  | LC          | 0           | 0           | 18     | 1      |        |
| 2024-feb. 2025            | Guadalajara               | LMX                       | 5          | 0          | -               | -               | -               | CCC                | 0                  | 0                  | LC          | 2           | 0           | 7      | 0      |        |
| 2025                      | D.C. United               | MLS                       | 3          | 0          | USCup           | 0               | 0               | -                  | -                  | -                  | LC          | 0           | 0           | 3      | 0      |        |
| Totale carriera           | Totale carriera           | Totale carriera           | 61         | 6          |                 | 3               | 1               |                    | 0                  | 0                  |             | 2           | 0           | 66     | 7      |        |